# La Piste du pin solitaire
Pour plus de détails, voir Fiche technique et Distribution.

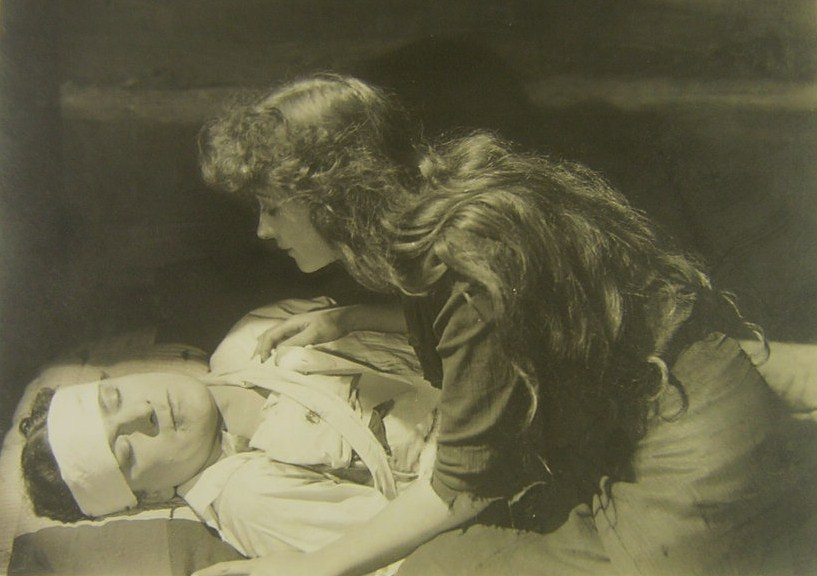
Thomas Meighan et Charlotte Walker.

La Piste du pin solitaire (The Trail of the Lonesome Pine) est un film américain réalisé par Cecil B. DeMille, sorti en 1916.

## Synopsis
Jack Hale, un agent du fisc américain, est envoyé dans les Blue Ridge Mountains en Virginie pour mettre la main sur des producteurs d'alcool illégaux. Sa mission va se compliquer lorsqu'il tombe amoureux de June Tolliver.

## Fiche technique
- Titre original : The Trail of the Lonesome Pine
- Titre français : La Piste du pin solitaire
- Réalisation : Cecil B. DeMille
- Scénario : Cecil B. DeMille d'après le roman The Trail of the Lonesome Pine (en) de John Fox Jr. (en) et de la pièce d'Eugene Walter
- Direction artistique : Wilfred Buckland
- Photographie : Alvin Wyckoff
- Montage : Cecil B. DeMille
- Pays d'origine : États-Unis
- Format : Noir et blanc - 1,33:1 - Film muet
- Genre : drame
- Durée : 50 minutes
- Date de sortie : 1916

## Distribution
- Charlotte Walker : June Tolliver
- Thomas Meighan : Jack Hale
- Earle Foxe : Dave Tolliver
- Theodore Roberts : Judd Tolliver